# Янчар, Лизика
Лизика Симона Янчар (словен. Lizika Simona Jančar), в партизанских кругах известная как Майда (словен. Majda); 27 октября 1919, Марибор — 20 марта 1943, Бело, Полхов-Градец) — югославская словенская студентка-интерн, партизанка Народно-освободительной войны Югославии и народная героиня Югославии.

## Биография
Родилась 27 октября 1919 в Мариборе в семье работника железнодорожной станции, часто уезжавшего на подработки на немецкие шахты. Окончила школу в Мариборе, в 1937 году вступила в Союз коммунистической молодёжи Югославии. Поступила на медицинский факультет Белградского университета, перебравшись на постоянное место жительство в Любляну. В рабочее движение вступила ещё в Мариборе, состоя в организации «Взаимность». В Любляне подрабатывала на фирме «Радио».
После вторжения немцев и установления марионеточного прогерманского режима в Словении Лизика ушла в подполье, занявшись разработкой подпольной радиостанции «Кричач» (словен. Kričač). Параллельно Янчар занялась закупкой вооружения, разносом специализированной литературы, подготовкой гражданских специалистов и т. д. Её брат Рудольф (член партии с 1932 года) умело маскировал её радиостанцию под обычный магазин радиоаппаратуры, которой снабжалась вся Народно-освободительная армия Югославии и всё партизанское движение Словении. В декабре 1941 года девушка была принята в Коммунистическую партию Словении (автоматически став членом компартии Югославии).
В феврале 1943 года Лизика вступила в Доломитский партизанский отряд, заняв должность радиста в отряде. Девушке удалось установить связь между Любляной и Москвой за время работы, что облегчало боевые действия партизан и позволяло их информировать о ходе боёв на советско-германском фронте. 19 марта 1943 словенские коллаборационисты из Белой гвардии захватили в плен Лизику Янчар во время битвы за Бельску-Грапу. Без суда и следствия Лизика была расстреляна на следующий день в Бело
27 ноября 1953 Лизике Янчар было посмертно присвоено звание Народного героя Югославии. В память о храброй партизанке-радистке были названы детский дом в Мариборе и одна из улиц. В городе, где Янчар была казнена, в 1976 году появилась мемориальная доска.